# 炒烏冬

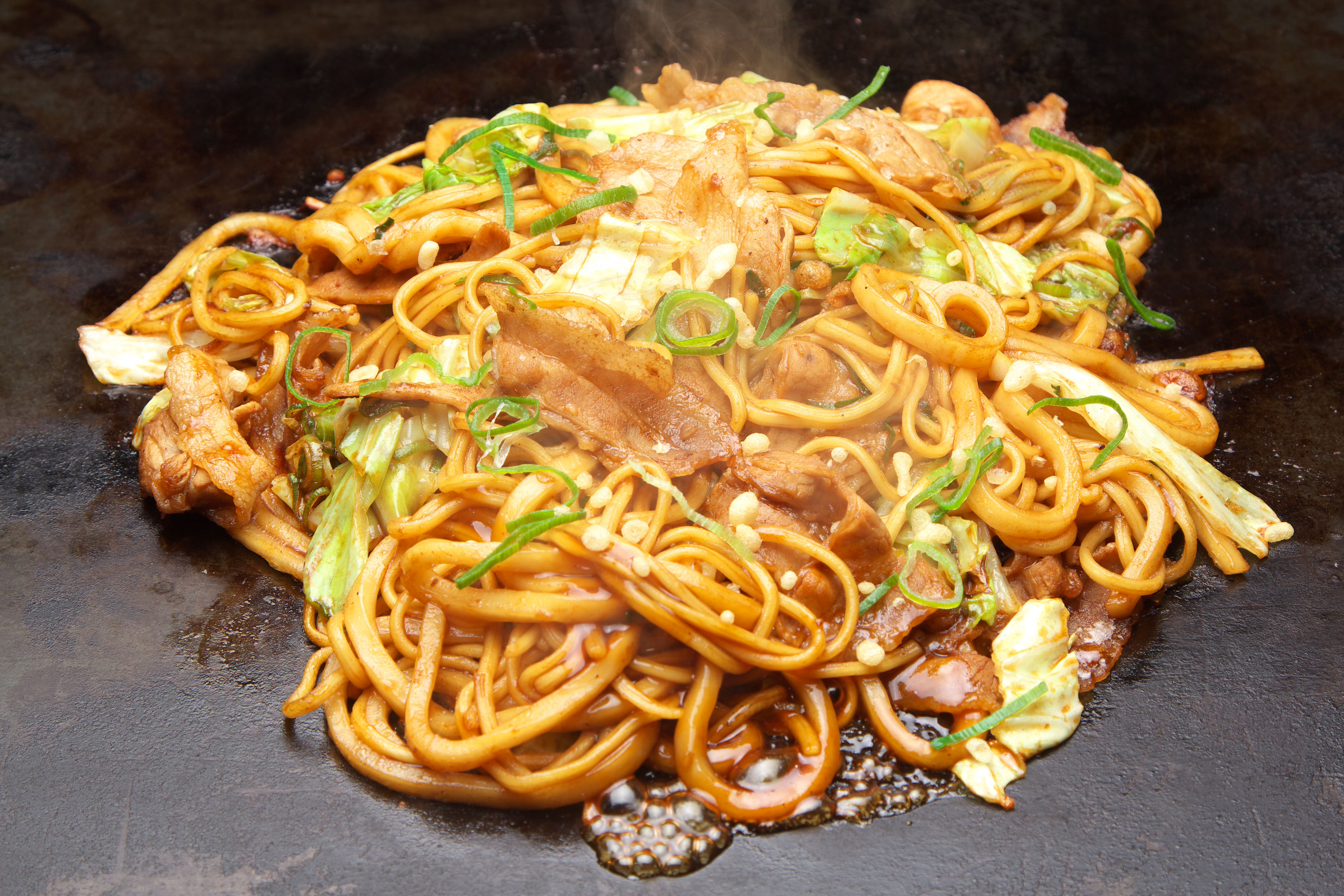
一份炒乌冬

炒乌冬（日语：焼うどん），是一种日本炒菜，由乌冬面、酱油、肉（通常是猪肉）和蔬菜混合而成。起源自九州福冈县。它类似于炒面，涉及使用荞麦面的类似炒菜技术。烧乌冬面制作起来相对简单，是日本居酒屋或酒吧的主食，经常作为深夜小吃。